# Vao jezik
Vao jezik (ISO 639-3: vao), austronezijski jezik s otoka Vao i susjednom dijelu sjeverne Malekule u Vanuatuu. Govori ga oko 1 900 ljudi (Lynch and Crowley 2001).
Jedan je od 14 jezika koji čine malekula obalnu podskupinu, šira skupina sjeveroistočnovanuatskih-banks jezika

## Vanjske poveznice
- Ethnologue (14th)
- Ethnologue (15th)